# Варшавські українознавчі записки
Варшавські українознавчі записки (пол. «Warszawskie Zeszyty Ukrainoznawcze») – науковий українознавчий журнал у Варшаві. Виходить з 1989 року. Видано 10 випусків (16 томів). 
У складі редакційної колегії – Стефан Козак (головний ред.актор), о. Й. Романик (відповідальний редактор), Степан Заброварний, Михайло Лесів, В. Мокрий, о. Т. Янків. 